# Anárgyroi (ort i Grekland, Västra Makedonien)
Anárgyroi (Anargyroi) är en ort i Grekland.   Den ligger i prefekturen Nomós Florínis och regionen Västra Makedonien, i den norra delen av landet, 300 km nordväst om huvudstaden Aten. Anárgyroi ligger 616 meter över havet och antalet invånare är 452.
Terrängen runt Anárgyroi är kuperad åt nordväst, men åt sydost är den platt.Runt Anárgyroi är det ganska tätbefolkat, med 160 invånare per kvadratkilometer. Närmaste större samhälle är Ptolemaida, 11,3 km sydost om Anárgyroi. Trakten runt Anárgyroi består till största delen av jordbruksmark.
Den 10 juni 2017 skedde ett jordskred utanför Anárgyroi. Boende i orten tvingades flytta.